# Giacomo Bertucci
Pour les articles homonymes, voir Famille Bertucci et Bertucci.

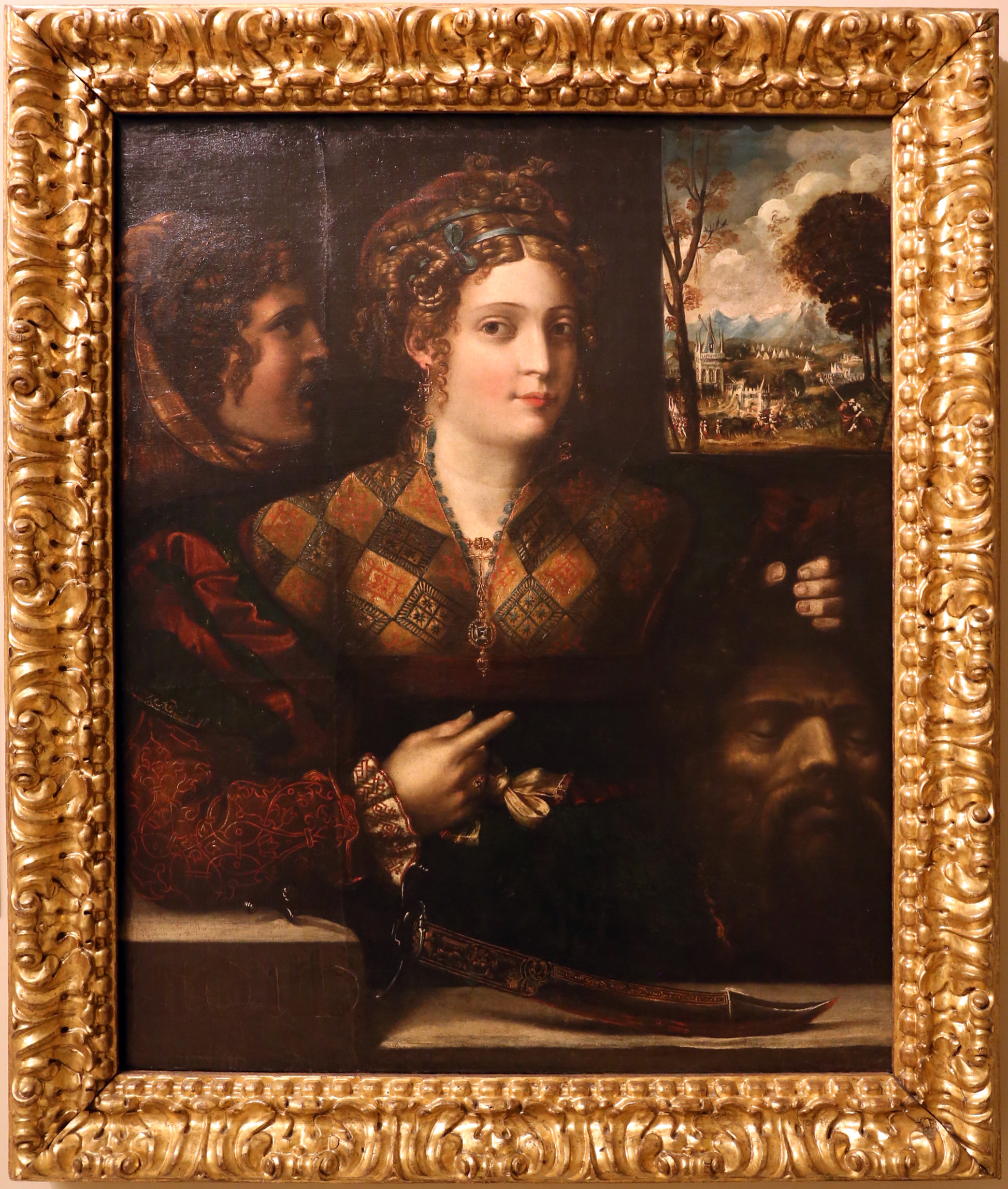
Judith et Holofernes, Galleria Estense

Giacomo Bertucci dit Jacopone di Faenza ou Jacopone Bertucci (Faenza, v. 1502-1579) est un peintre italien.

## Biographie
Giacomo Bertucci est le dernier des fils  de Giovanni Battista Bertucci il Vecchio chef de file d'une famille d'artistes italiens.
Son neveu Giovan Battista Bertucci il Giovane a été l'un de ses élèves.

## Œuvres
Pinacothèque communale, Faenza
- Déposition du Christ (1553), panneau de 380 × 235 cm
- Couronnement de la Vierge avec saints (1565), panneau de 380 × 254 cm
- Vierge à l'Enfant et saints, panneau 131 × 178 cm
- Dieu bénissant, lunette, panneau de 70 × 168 cm

Pinacothèque communale, Forlì
- Le Martyre de sainte Lucie[2]